# سيلفيان هود
سيلفيان هود هو مغني كندي، ولد في 19 فبراير 1972.

## وصلات خارجية
- سيلفيان هود على موقع ميوزك برينز (الإنجليزية)
- سيلفيان هود على موقع ديسكوغز (الإنجليزية)